# 筏の大スギ
筏の大スギ（いかだのおおスギ）は、秋田県横手市山内筏植田表の比叡山三十番神社境内に生育するスギ（杉）の巨木である。授乳の神木として名高い木で、推定の樹齢は約600年とも1000年以上といわれる。秋田県で1番の巨木といわれ、1988年（昭和63年）に秋田県の天然記念物に指定され、1990年（平成2年）には「新日本名木100選」に選定された。

## 由来
筏植田表の集落はかつて平鹿郡山内村に属していて、奥羽山脈の山麓にあり、岩手県との県境にも近い。集落には比叡山三十番神社が鎮座し、毎年大晦日から元旦の早朝にかけて境内で松明を焚いてその燃え方によって新年の豊凶を占う行事や、土地の男衆が相撲をとって豊作と幸を祈る行事で賑わいを見せる。
筏の大スギは、比叡山三十番神社の境内に生育している。横手市役所によれば、樹高43メートル、幹根の周囲12メートルで、地上約5.5メートルのところで主幹が東西各1本の支幹に分岐している。推定の樹齢は、約600年とも1000年以上といわれる。
地元では「番神（ばんじん）の大スギ」とも呼び、授乳などの利益がある神木として大切にしてきた。古くから知られた木であり、江戸時代後期の旅行家、博物学者の菅江真澄も1826年（文政9年）にこの地を訪れている。菅江は「うべならむ神木の両双の大杉は…三十番神社の齋杉もいくばくの年を歴たらむものか」との記述を残した。
かつてこの木は、支幹の分岐点にヤマザクラを2本着生させていた。南側と北側にそれぞれ1本が生育していて大きい方のサクラは樹齢60年にも達し、毎年春には美しい花が咲いていた。しかしサクラの成長に伴って木の幹に亀裂が入り始めたため、1989年（平成元年）9月にサクラは伐採された。「里の花見が終わったら大スギの南側のサクラ、それが散ったら北側のサクラ」と花見を楽しんでいた地元の人々をがっかりさせたが、その後同じ場所から今度はウルシの若木が育っているという。		　　	　
筏の大スギは1989年（平成元年）に環境庁が実施した全国巨樹調査において、秋田県最大の巨木と発表された。1988年（昭和63年）3月15日には、秋田県の天然記念物に指定された。1990年（平成2年）には「国際花と緑の博覧会」に合わせて企画された「新日本名木100選」に、秋田県から「千本カツラ」（由利本荘市）とともに選定されている。

## 交通アクセス
所在地
- 秋田県横手市山内筏植田表56 比叡山三十番神社境内

交通
- JR東日本北上線相野々駅から車で約10分[1][5]。またはJR東日本北上線・奥羽本線横手駅から車で約20分[1]。